# Гудало
Гудало је дрвени штап са струнама и жабицом помоћу којег се свирају жичани инструменти повлачењем преко жица. Струне на гудалу се подмазују калифонијем, врстом смоле која ствара прах и преноси га на гудало, тако гудало има лепши звук. Гудало се користи за виолину, виолу, виолончело и контрабас.